# Gorgons' Head
Gorgons' Head är en bergstopp i Antarktis. Den ligger i Östantarktis. Australien gör anspråk på området. Toppen på Gorgons' Head är 1 936 meter över havet, eller 241 meter över den omgivande terrängen. Bredden vid basen är 2,2 km.
Terrängen runt Gorgons' Head är huvudsakligen kuperad, men åt nordväst är den bergig. Trakten är obefolkad. Det finns inga samhällen i närheten.